# Murad Əliyev
Murad Əliyev (* 31. Juli 1995 in Moskau, Russland) ist ein französischer Boxer aserbaidschanischer Abstammung im Schwergewicht.

## Persönliches
Murad Əliyev ist als Sohn aserbaidschanischer Eltern in der russischen Hauptstadt Moskau geboren. Sein Vater stammt aus Bərdə, seine Mutter aus Ağdam. 2002 kam er im Zuge einer Familienzusammenführung nach Frankreich, wo sich die Familie in Ronchin niederließ. Əliyev besuchte das College Gernez Rieux und schaffte die Aufnahme an das Nationale Institut des Sports in Paris. Im Alter von 18 Jahren erhielt er die französische Staatsbürgerschaft.

## Amateurkarriere
Er boxte für die Clubs Légion Nice und BC Héninois. Bei den Europaspielen 2019 in Minsk besiegte er Evanders Servuts, Mihai Nistor, Petar Belberow und Nelvie Tiafack, ehe er im Finale gegen Wiktor Wychryst unterlag und die Silbermedaille gewann. Er nahm auch an der Weltmeisterschaft 2019 in Jekaterinburg teil, wo er im Achtelfinale gegen Frazer Clarke ausschied.
Bei der europäischen Olympiaqualifikation konnte er sich mit Siegen gegen Morten Nielsen, Giorgi Tchigladze, Məhəmməd Abdullayev und Frazer Clarke den ersten Platz sichern und startete daraufhin bei den 2021 in Tokio ausgetragenen Olympischen Spielen. Nach einem Sieg gegen Siyovush Zukhurov, traf er im Viertelfinale erneut auf Frazer Clarke. Nachdem er die erste Runde nach Punkten für sich entschieden hatte, wurde er kurz vor dem Ende der zweiten Runde nach einem Kopfstoß gegen Clarke umstritten disqualifiziert. Der US-amerikanische Ringrichter begründete die Entscheidung mit einem übermäßigen Einsatz des Kopfes durch Əliyev im Infight, welche zu Cutverletzungen über beiden Augen des Briten geführt hatte. Əliyev, welcher lautstark seinen Protest bekundet hatte, harrte anschließend in einem Sitzstreik am Rand des Ringes aus, verließ diese Position zwar, kehrte jedoch abermals für einen Sitzstreik zurück, welcher insgesamt rund eine Stunde dauerte. Der französische Protest gegen den Kampfausgang wurde durch den Internationalen Sportgerichtshof abgewiesen.

## Profikarriere
Nach den Olympischen Spielen unterzeichnete er im Oktober 2021 einen Profivertrag bei den deutschen Promotern LDF Box-Promotion und Arena Box-Promotion. Seine Trainingsstätte ist das Gym No Limit Boxing in Leverkusen, wo er von Bekim Hoxhaj betreut wird. Sein Profidebüt gewann er am 20. November 2021 in Hamburg einstimmig nach Punkten gegen den Russen German Skobenko.
Im Jahr 2022 gewann er jeden seiner fünf Kämpfe und siegte dabei im September gegen Džemal Bošnjak sowie im November gegen Yakup Saglam. Mit dem Sieg gegen Saglam wurde er WBC Mediterranean Champion im Schwergewicht.
Am 7. Juni 2025 unterlag er beim Kampf um die EBU-Europameisterschaft im Schwergewicht nach Punkten gegen Labinot Xhoxhaj.